# Teorema de Clairaut-Schwarz
Na análise matemática, o teorema de Clairaut-Schwarz é uma condição suficiente para a igualdade das derivadas parciais cruzadas de uma função de várias variáveis. O teorema estabelece que, se as derivadas parciais cruzadas existem e são contínuas, então são iguais. O nome do teorema é uma referência aos não-contemporâneos Alexis Claude de Clairaut e Hermann Amandus Schwarz.

## Enunciado

### Enunciado geral
Seja {\displaystyle D\subseteq \mathbb {R} ^{n}} um conjunto aberto e {\displaystyle f:D\to \mathbb {R} } um campo escalar de classe {\displaystyle C^{2}}. Então, para qualquer ponto {\displaystyle (d_{1},d_{2},\dots ,d_{n})\in D}: 
{\displaystyle {\frac {\partial ^{2}f}{\partial x_{i}\,\partial x_{j}}}(d_{1},\dots ,d_{n})={\frac {\partial ^{2}f}{\partial x_{j}\,\partial x_{i}}}(d_{1},\dots ,d_{n})}

### Caso particular a duas variáveis
Seja {\displaystyle D\subseteq \mathbb {R} ^{2}} um conjunto aberto e {\displaystyle f:D\to \mathbb {R} } um campo escalar de classe {\displaystyle C^{2}}. Então, para qualquer ponto {\displaystyle (x,y)\in D}:
{\displaystyle {\frac {\partial ^{2}f}{\partial x\,\partial y}}(x,y)={\frac {\partial ^{2}f}{\partial y\,\partial x}}(x,y)}

## Exemplos de aplicações
Aplicando o teorema no operador del de alta ordem se obtêm que:
{\displaystyle \nabla \!_{n}\left(\nabla \!_{m}f\right)=\nabla \!_{m}\left(\nabla \!_{n}f\right)}
Segundo Stewart, 2007, o teorema de Clairaut-Schwarz é válido se ambas derivadas parciais mistas forem contínuas em seus domínios.
Seu análogo em integrais duplas/iteradas é o Teorema de Fubini.
O teorema também é fundamental para a física, como exemplo nas relações de Maxwell.